# Jakopovac
Jakopovac – wieś w Chorwacji, w żupanii bielowarsko-bilogorskiej, w gminie Zrinski Topolovac. W 2011 roku liczyła 138 mieszkańców.